# Nouâtre
Nouâtre ist eine französische Gemeinde mit 798 Einwohnern (Stand 1. Januar 2022) im Département Indre-et-Loire in der Region Centre-Val de Loire; sie gehört zum Arrondissement Chinon und zum Kanton Sainte-Maure-de-Touraine. Die Gemeinde liegt am rechten Ufer der Vienne in die an der südlichen Grenze die Creuse einmündet, weiter im Zentrum auch der Zufluss Réveillon.

## Geschichte
1832 wurde die Gemeinde Noyers in die Gemeinde Nouâtre integriert.

## Bevölkerungsentwicklung
| Jahr                       | 1962 | 1968 | 1975 | 1982 | 1990 | 1999 | 2009 | 2018 |
| Einwohner                  | 912  | 1001 | 891  | 860  | 833  | 789  | 869  | 818  |
| Quellen: Cassini und INSEE |      |      |      |      |      |      |      |      |

## Sehenswürdigkeiten

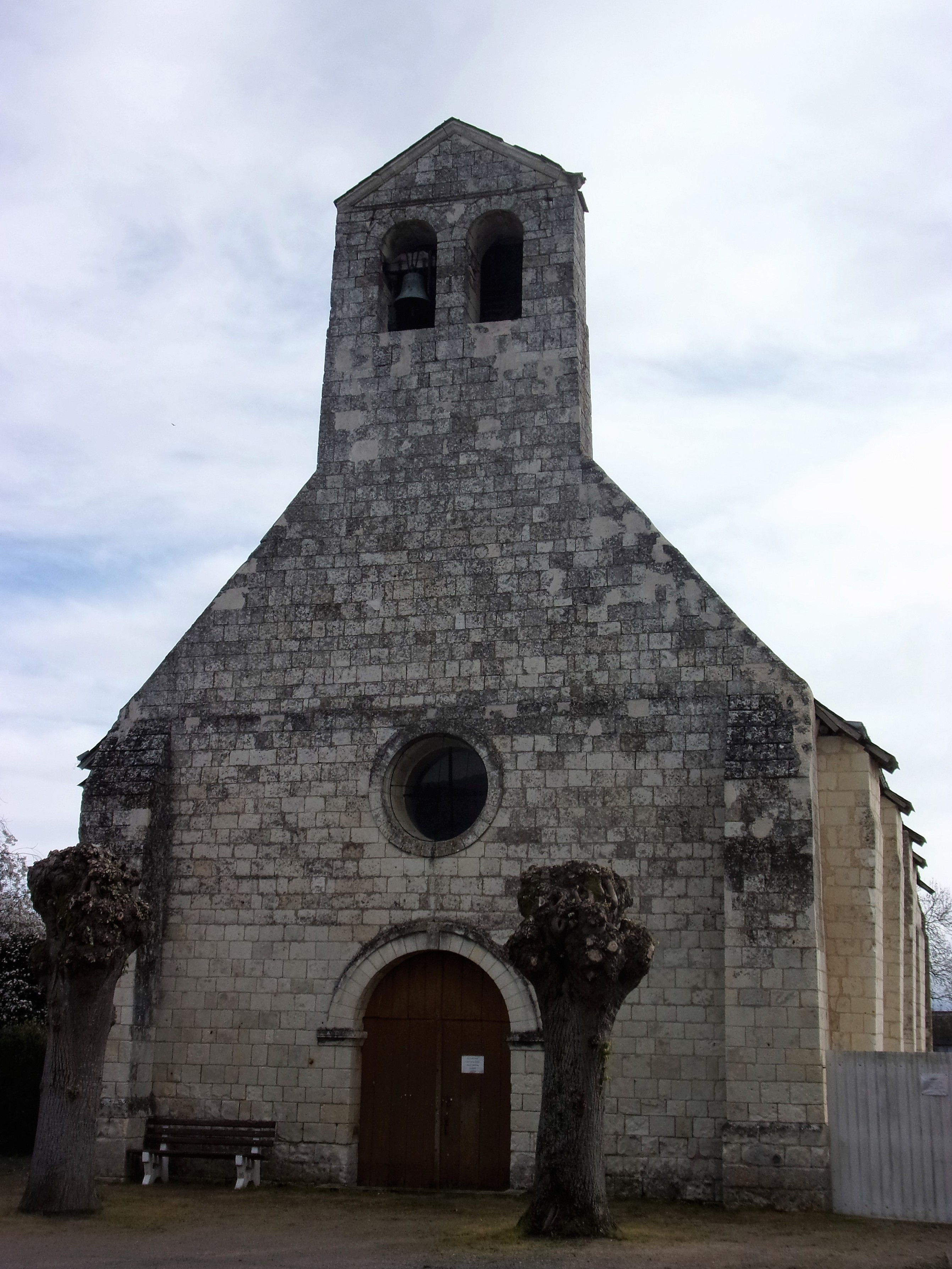
Kirche Saint-Jean
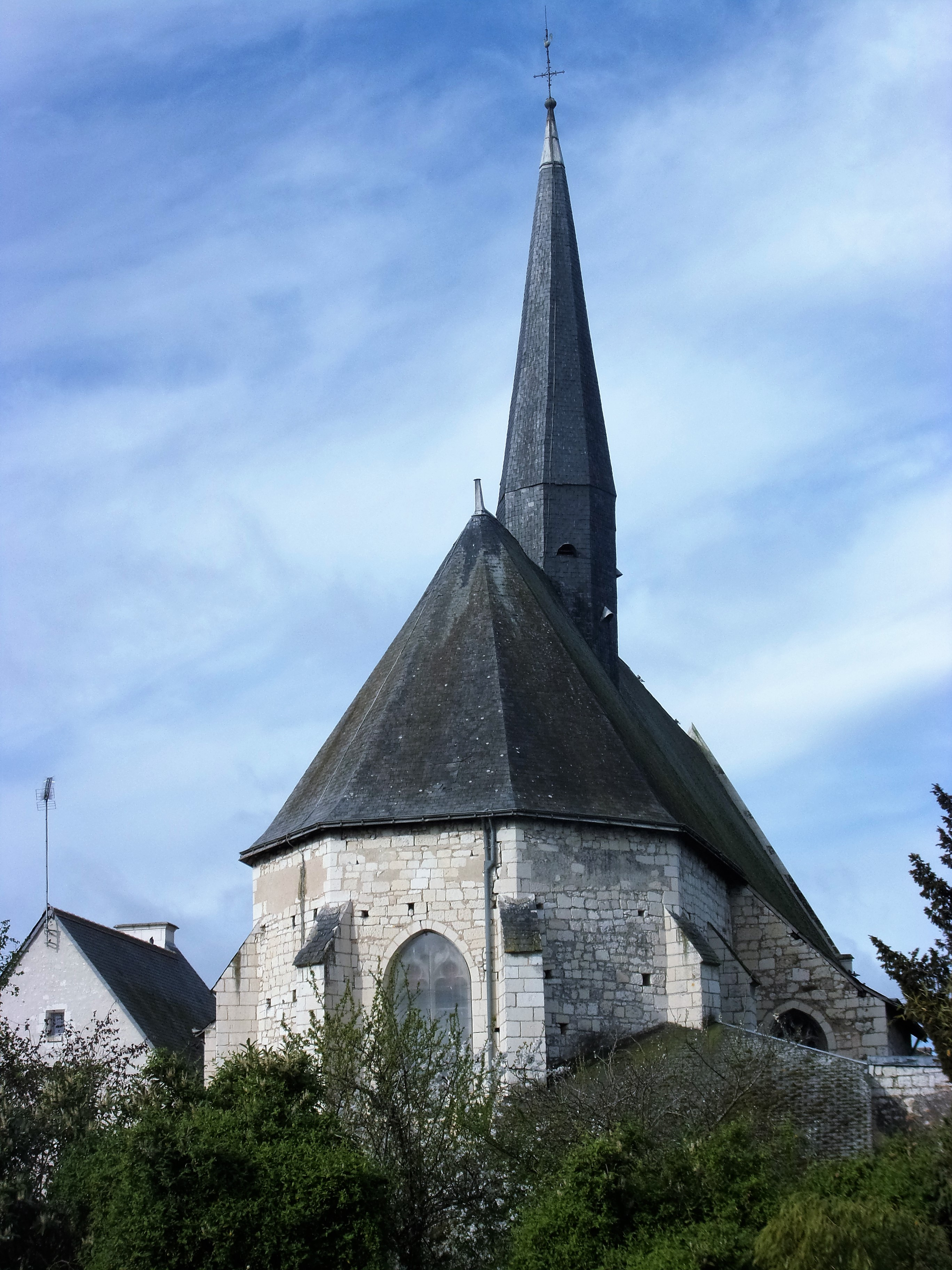
Kirche Saint-Léger